# Costa (Guimarães)
Costa é uma freguesia portuguesa do município de Guimarães, com 4,71 km² de área e 5 396 habitantes (censo de 2021). A sua densidade populacional é 1 145,6 hab./km².

## Património
- Estação arqueológica da Penha[3]
- Mosteiro de Santa Marinha da Costa[4]

## Demografia
A população registada nos censos foi:
| Ano  | 0-14 Anos | 15-24 Anos | 25-64 Anos | > 65 Anos |
| 2001 | 630       | 447        | 2006       | 367       |
| 2011 | 985       | 492        | 3175       | 503       |
| 2021 | 911       | 621        | 3069       | 795       |